# Rappresentazione di genere nei videogiochi

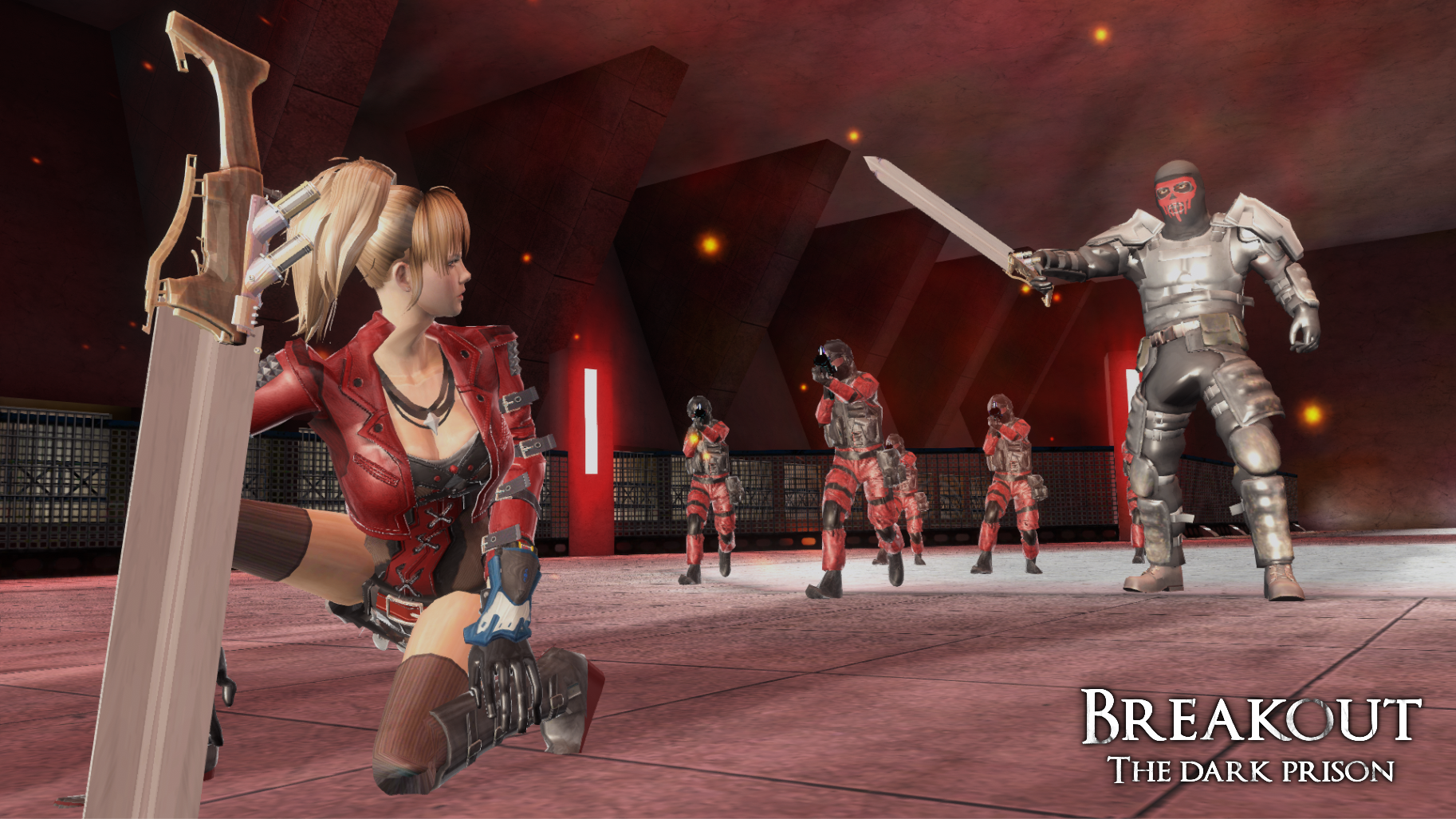
Schermata di Breakout: The Dark Prison

La rappresentazione di genere nei videogiochi è oggetto degli studi di genere, i quali evidenziano che, sebbene il 48% dei giocatori sia di sesso femminile (al 2014), i personaggi maschili siano quattro volte più presenti all'interno dei giochi elettronici, ricoprendo spesso ruoli principali, mentre si ritiene che i personaggi di sesso femminile posseggano personalità di minor rilievo, venendo spesso rappresentati in maniera stereotipata.
Nel 2012 l'Electronic Entertainment Design and Research ha svolto una ricerca con un campione di 669 videogiochi d'azione, sparatutto e di ruolo. Solamente 24 titoli presentavano esclusivamente una protagonista femminile.

## Storia
Per molti anni, agli inizi dell'industria videoludica, il ruolo tipico della donna era quello della damigella in pericolo che il giocatore ha il compito di salvare, personaggio puramente decorativo, ma utile a creare un'ambientazione. Casi celebri sono la Pauline di Donkey Kong (1981) e la Principessa Peach della saga di Mario.
Questo contribuiva a etichettare i videogiochi come un passatempo tipicamente maschile. La disparità aveva origini reali: ai tempi in cui i primi videogiochi arcade si diffusero, affiancando flipper e biliardi, non era tipico delle ragazze frequentare locali attrezzati e sale giochi. Inoltre la natura guerresca di giochi come Space Invaders (1978) o Asteroids (1979) non era accattivante per le donne dell'epoca.
Già con il celebre Pac-Man (1980) le cose cambiarono; il suo stile attirava maggiormente la curiosità delle giocatrici. Con Pac-Man si crearono rapidamente le condizioni ideali per il lancio della prima vera eroina dei videogiochi, la protagonista di Ms. Pac-Man. Sebbene spesso ritenuta una banale variante femminile di Pac-Man, in retrospettiva Ms. Pac-Man ha il merito di aver posto la questione e creato un punto d'incontro.
Negli anni '80 il personaggio donna rimase comunque legato ancora a lungo al ruolo di trofeo per i protagonisti maschili. Ci furono apprezzate eccezioni, come Thyra di Gauntlet (1985), Tyris Flare di Golden Axe (1989) e Marina di Barbarian II (1988), ma queste tre sono coprotagoniste insieme a uomini e hanno un aspetto troppo discinto per avere valenza femminista.
In questo periodo, nel campo dei giochi d'azione, il più importante personaggio a rivestire il ruolo di protagonista femminile assoluto è stata Samus Aran nel videogioco Metroid (1986). Tuttavia, come nel caso dell'eroina Toby Masuyo (Kissy), introdotta l'anno precedente nel videogioco Baraduke, il giocatore scopre il genere del protagonista solamente al termine del gioco, essendo completamente rivestita da un'ingombrante armatura.
Altre icone femminili degli anni '80 con ruoli di primo piano emersero nel genere platform con The Great Giana Sisters (1987) e nel genere avventura con Rosella di King's Quest IV (1988) e Laura Bow di The Colonel's Bequest (1989).
Numerosi personaggi femminili celebri come la Principessa Peach e la Principessa Zelda rimasero a lungo relegati al ruolo di damigella in pericolo, sebbene nei titoli più moderni delle rispettive serie abbiano assunto il ruolo di personaggio giocante.
Con gli anni '90 arrivò un periodo di grande successo dei picchiaduro a incontri e apparvero molti personaggi giocabili donna, la più nota dei quali è Chun-Li di Street Fighter II (1991). Si tratta comunque di ruoli comprimari tra lottatori maschi, e alcune come Mai Shiranui di Fatal Fury 2 (1992) continuavano a essere più note per le doti erotiche che per l'emancipazione.
Fu piuttosto nel campo delle avventure di nuova generazione che apparvero diverse donne caratterizzate da perspicacia, ironia e indipendenza piuttosto che dalle scollature, come Elaine Marley di Monkey Island, Maurine Corley di Full Throttle e Maggie Robbins di The Dig.

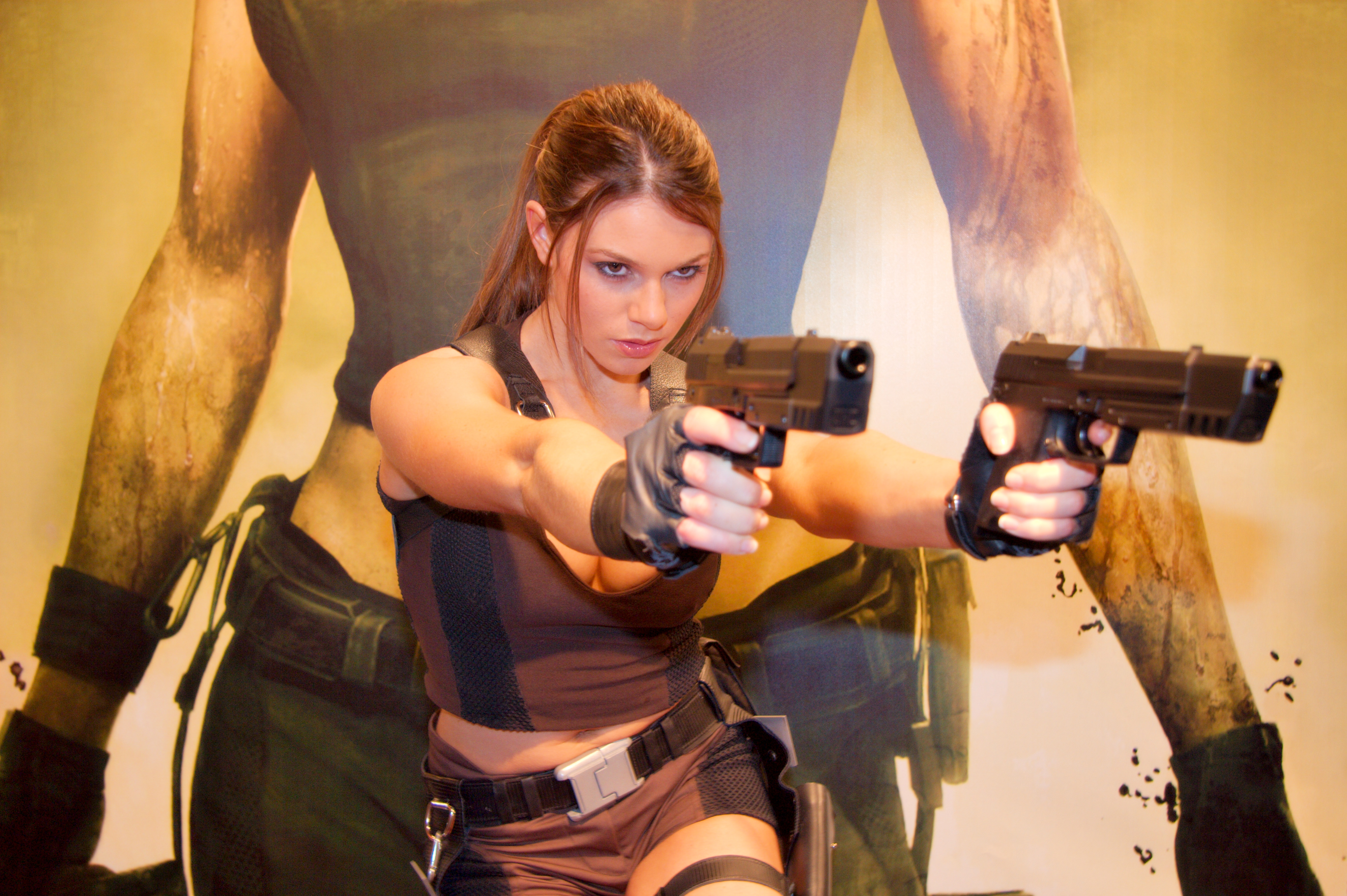
Alison Carroll, una delle modelle che ha impersonato Lara Croft

Nel clima della filosofia Girl Power di metà decennio, nel 1996 ci fu la vera rivoluzione con l'entrata in scena di Lara Croft, l'atletica archeologa di Tomb Raider destinata a diventare uno dei personaggi più famosi dell'intero mondo dei videogiochi.
Pur non essendo certo la prima, Lara Croft fu un punto di svolta nell'affermarsi dei personaggi donna come grandi protagoniste, anche se inizialmente c'era chi la tacciava di essere solo un altro sollazzo sexy per i giocatori maschi. Non si può certo dire che Lara e le sue tante emulatrici, di variabile successo, abbiano fatto sparire sessismo o maschilismo dal mondo videoludico; a ogni modo, dagli anni 2000 la figura della donna è divenuta sempre più elaborata e intraprendente, non forzatamente sensuale, e libera dagli stereotipi.
Come antagonista si ricordano i ruoli di Artemisia in Final Fantasy VIII e GLaDOS di Portal.

## Controversie
In un trailer di Tomb Raider (2013), la protagonista Lara Croft è al centro di una scena inizialmente definita dal produttore del gioco come un tentativo di stupro, e questo causò un certo scalpore; il produttore dichiarò poi che la definizione era errata e che sull'argomento il gioco non aveva niente più della velata minaccia mostrata del trailer. Episodi di stupro sono comunque presenti in altri titoli videoludici, a partire da Custer's Revenge del 1982 in cui è presente un rapporto sessuale con una nativa americana.
Un altro titolo criticato per la rappresentazione della violenza sulle donne è Grand Theft Auto V, appartenente alla serie Grand Theft Auto, già nota per l'ambientazione criminale e le tematiche adulte, tra cui la prostituzione.